# أسل صغير السداة
أسل صغير السداة (الاسم العلمي: Juncus micranthus) نوع نباتي يتبع جنس الأسل وينتمي إلى الفصيلة الأسلية.